# Arisaema echinoides
Arisaema echinoides är en kallaväxtart som beskrevs av Hen Li. Arisaema echinoides ingår i släktet Arisaema och familjen kallaväxter. Inga underarter finns listade.